# سون لینلین
سون لینلین (چینی: 孙琳琳؛ زادهٔ ۳ اکتبر ۱۹۸۸) اسکیت‌باز سرعت اهل چین است.